# 挑戰者丘
挑戰者丘是冥王星上的一座小山，是新視野號太空船在2015年7月發現的。它是依據挑戰者號太空梭命名的，以紀念在1986年1月28日的挑戰者號太空梭災難和在太空梭上殉職的7名太空人。